# Banteay Chhmar
Koordinaten: 14° 4′ N, 103° 7′ O
Banteay Chhmar (Khmer បន្ទាយឆ្មារ) ist eine der größten umfriedeten Tempel-Anlagen von Kambodscha. Sie liegt im gleichnamigen Ort (Banteay Chhmar Commune) in der Provinz Banteay Meanchey, ca. 60 Kilometer nördlich von Sisophon und etwa 20 Kilometer östlich der Grenze zu Thailand. Bauherr der buddhistischen Klosterstadt war Jayavarman VII., der von 1181 bis ca. 1218 über das Khmer-Reich herrschte. Die Anlage umfasst den Haupttempel-Komplex, einen großen Baray mit einem Mebon (Inseltempel) und acht Satelliten-Tempel. Heute liegen ca. 80 % der Mauern und Gebäude in Trümmern. Doch die Überreste mit den großflächigen Reliefs im Bayon-Stil sind beeindruckend; einmalig sind die vielarmigen Darstellungen von Lokeshvara (Avalokiteshvara). Wegen der abgeschiedenen Lage wurde Banteay Chhmar oft von Kunsträubern heimgesucht. Die Untersuchungen der Archäologen sind weit fortgeschritten; umfangreiche Restaurierungs- und Rekonstruktionsarbeiten sind im Gange.
Banteay Chhmar Community-Based Tourism (CBT) vereint eine Gruppe von ambitionierten Einheimischen, die sich für den Schutz der Tempelanlage und für die Förderung eines nachhaltigen Tourismus engagieren.
Seit 1992 steht Banteay Chhmar auf der Kandidatenliste des UNESCO-Weltkultur-Erbes.

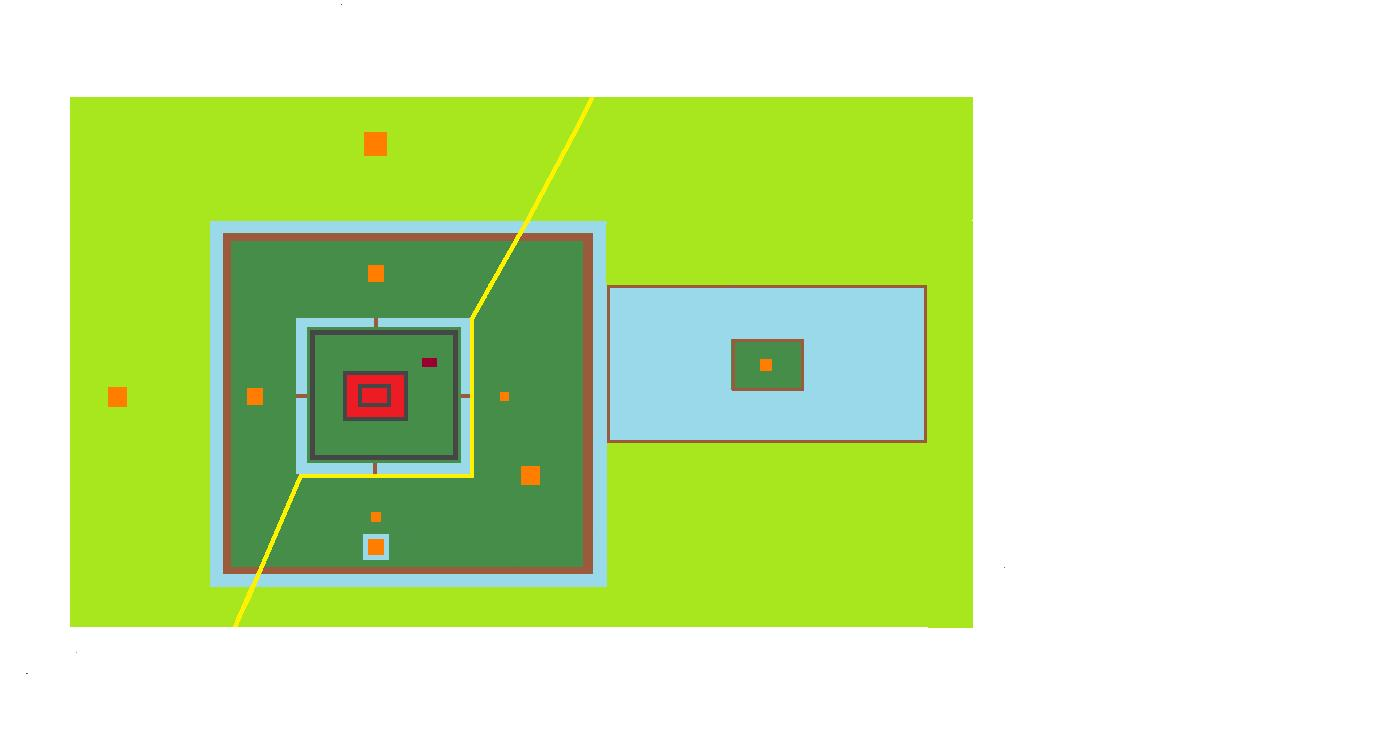
Übersicht über Banteay Chhmar

## Geographie
Banteay Chhmar befindet sich 165 Kilometer westlich von Angkor und 30 Kilometer von den Ausläufern des Dangrek-Gebirges entfernt in einer semiariden Region. Das Klima ist rau, die Wälder mit laubwerfenden Bäumen sind oft schütter, der Boden ist sandig und lehmig. Banteay Chhmar lag nicht an einer der großen Verbindungs-Straßen des Khmer-Reichs, sondern ca. 60 Kilometer von der Straße entfernt, die von Angkor nach Phimai führte. Die Frage ist noch nicht geklärt, warum die bedeutende Tempelstadt in einer derart abgelegenen und unwirtlichen Region errichtet wurde.
Bis ca. 2004 war Banteay Chhmar nur unter Strapazen erreichbar. George Groslier, der den Tempel-Komplex in der ersten Hälfte des 20. Jahrhunderts erforschte, beklagte, dass dieser nur während zweier Monate pro Jahr erreichbar sei. Nun führt eine breite, gut ausgebaute Naturstraße von Sisophon nach Banteay Chhmar und weiter nach Anlong Veng. Das Tempel-Areal liegt heute inmitten des Siedlungs-Gebietes. Das Dorf Banteay Chhmar schmiegt sich ringsum an den inneren Wassergraben an, dem auch (auf der Süd- und auf der Ostseite) die Verbindungs-Straße entlang führt. Der Graben dient der Bevölkerung immer noch als Wasser-Reservoir. In der Region von Banteay Chhmar werden heute vor allem Reis und Cassava (Maniok) angepflanzt. Abgesehen von der Landwirtschaft und einer Seiden-Manufaktur gibt es in der Region kaum Arbeitsplätze. Große Hoffnungen werden in den aufkeimenden Tourismus rund um die Tempel-Stätte gesetzt.

## Erforschung

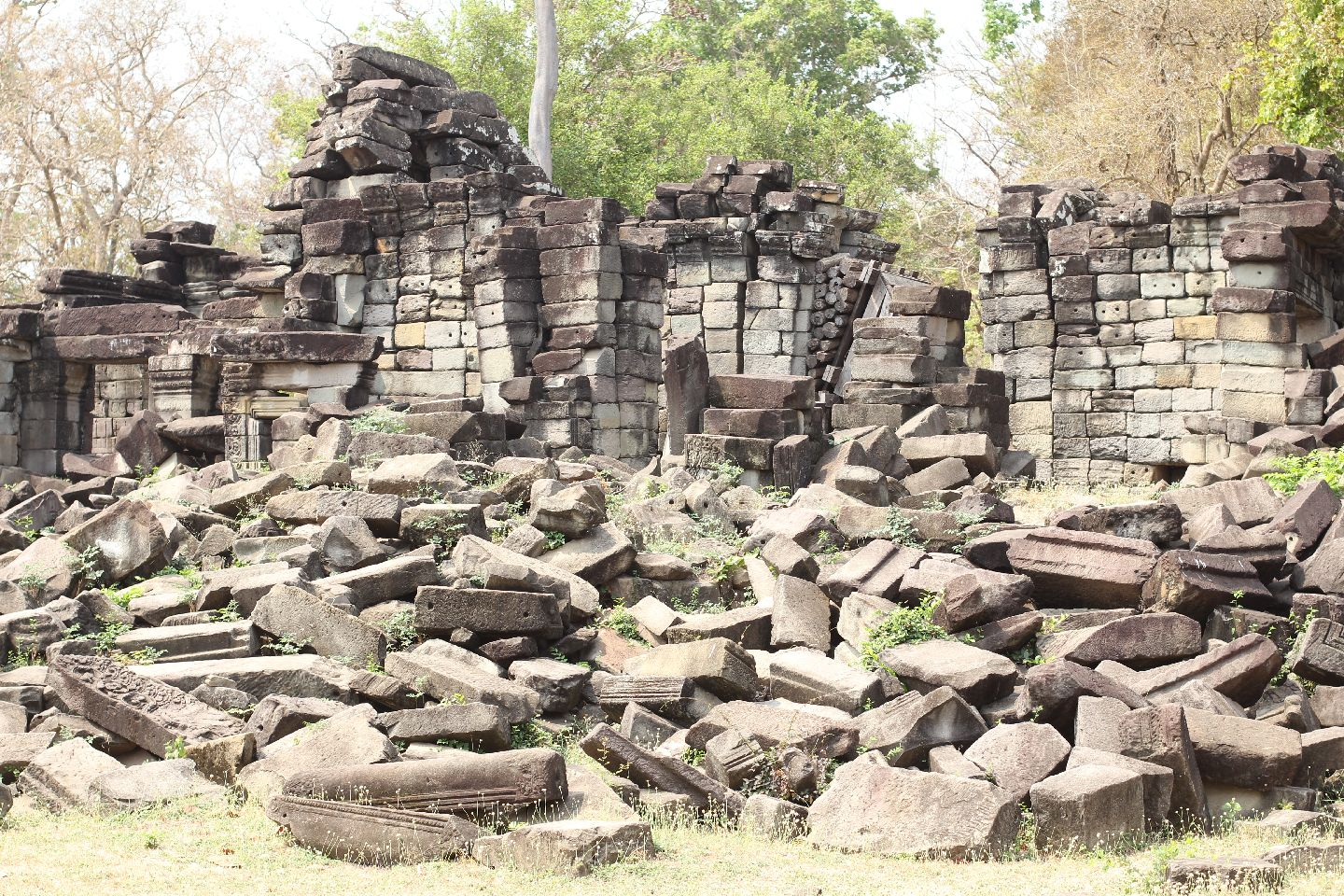
Mauerwerk und Trümmer

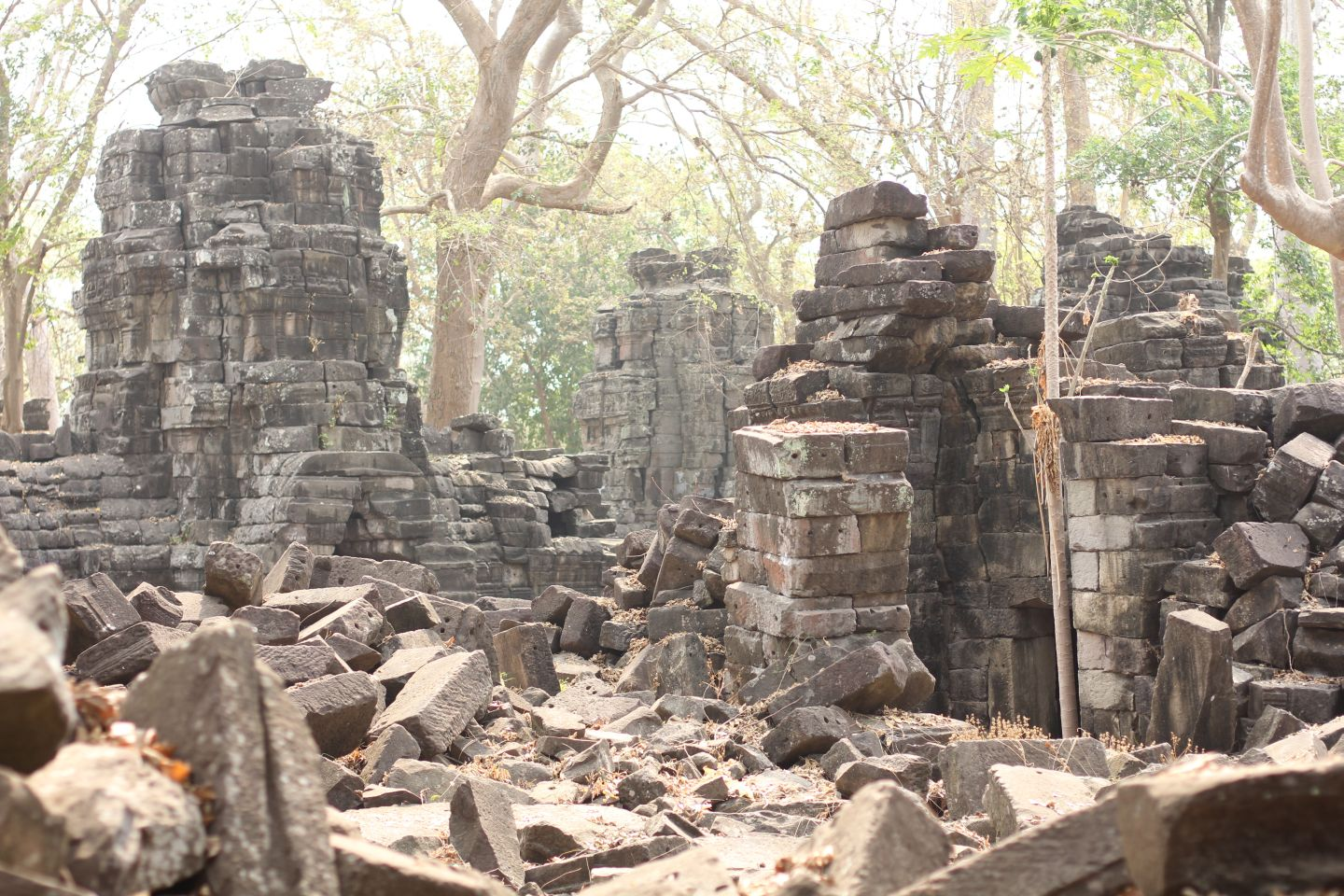
Überreste von Türmen

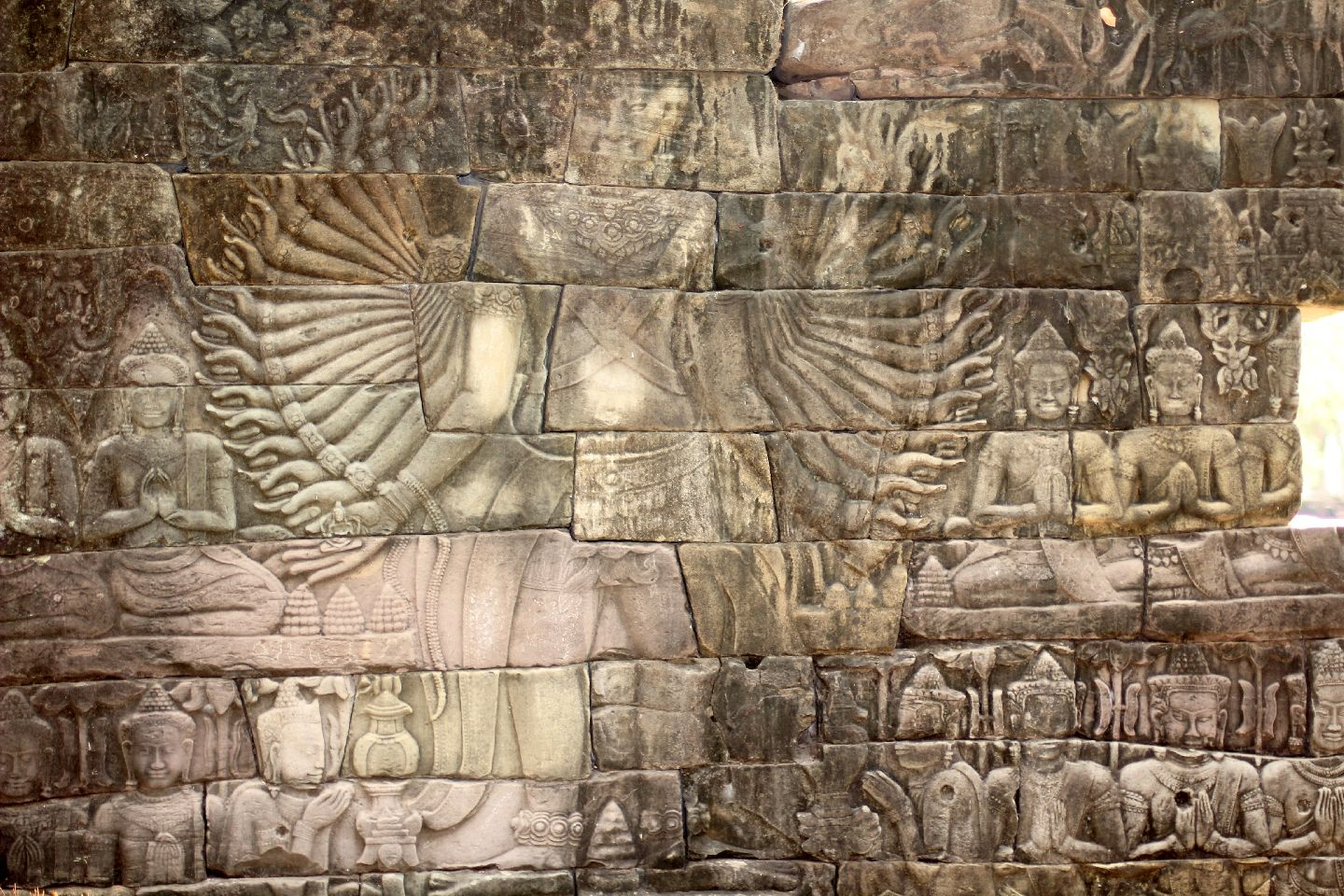
Lokeshvara mit 32 Armen, südwestliche Wand

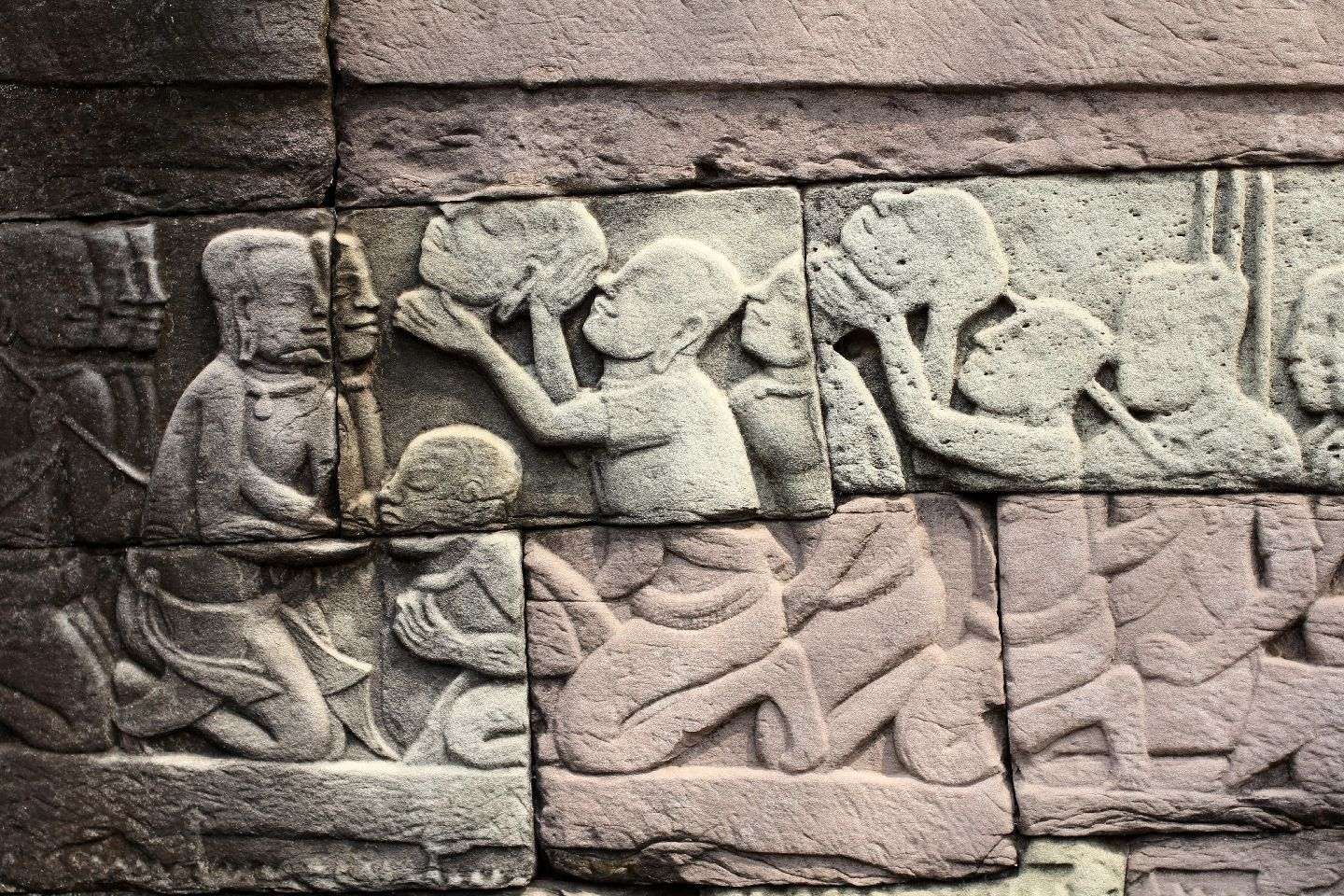
Enthauptete Feinde, Schlacht gegen die Cham, südliche Wand

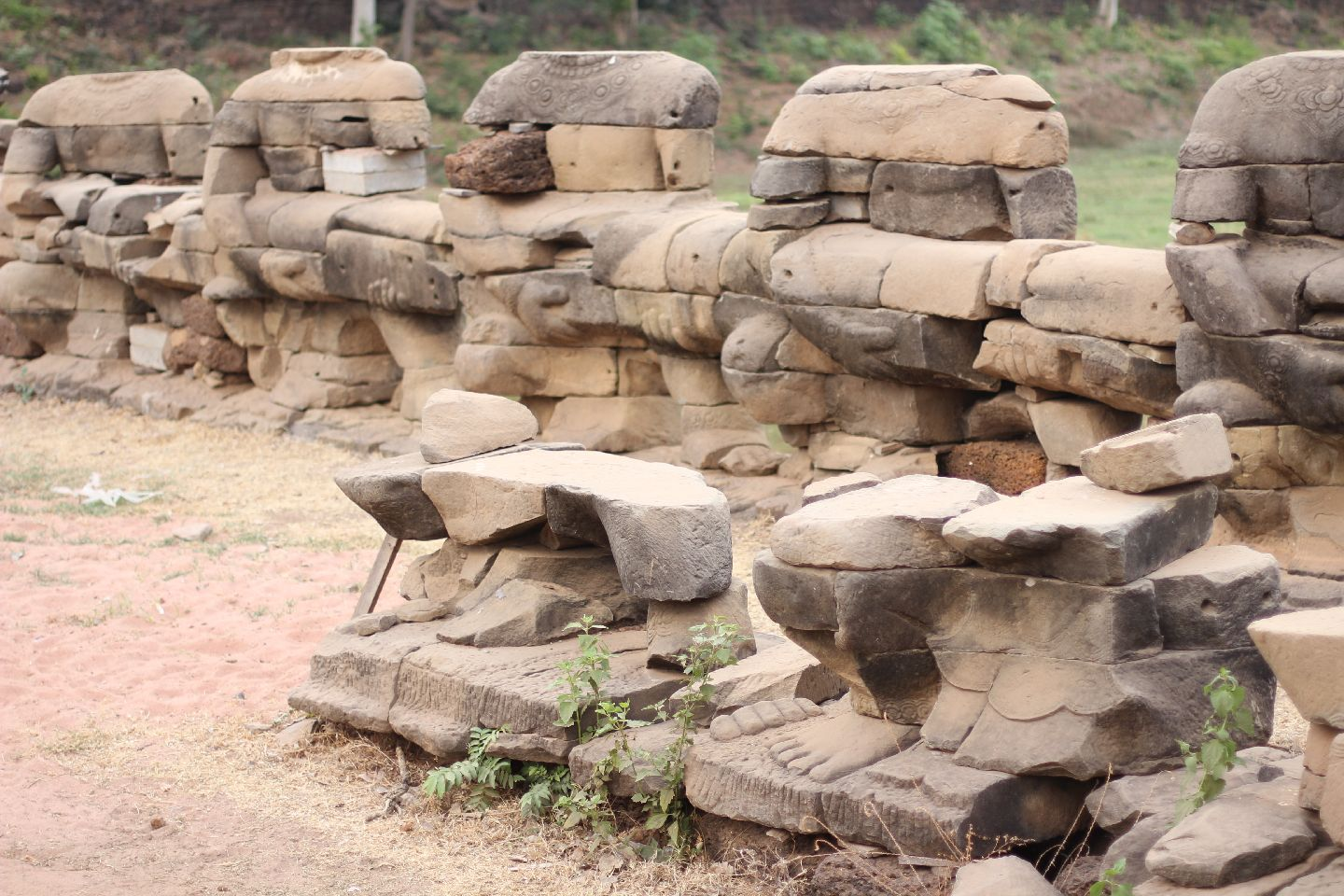
Überreste der südlichen Naga-Balustrade

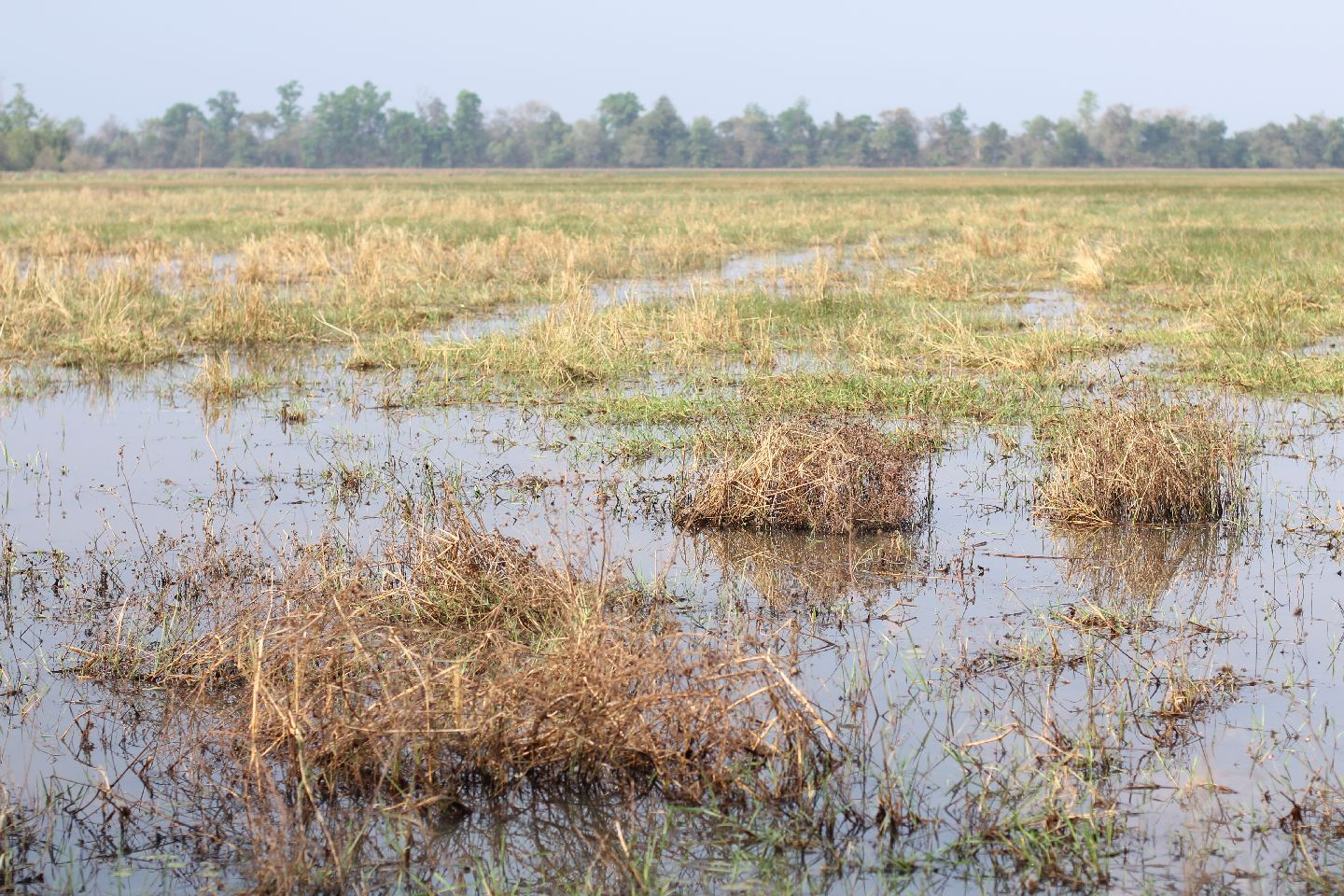
Baray, im Hintergrund die Tempel-Insel

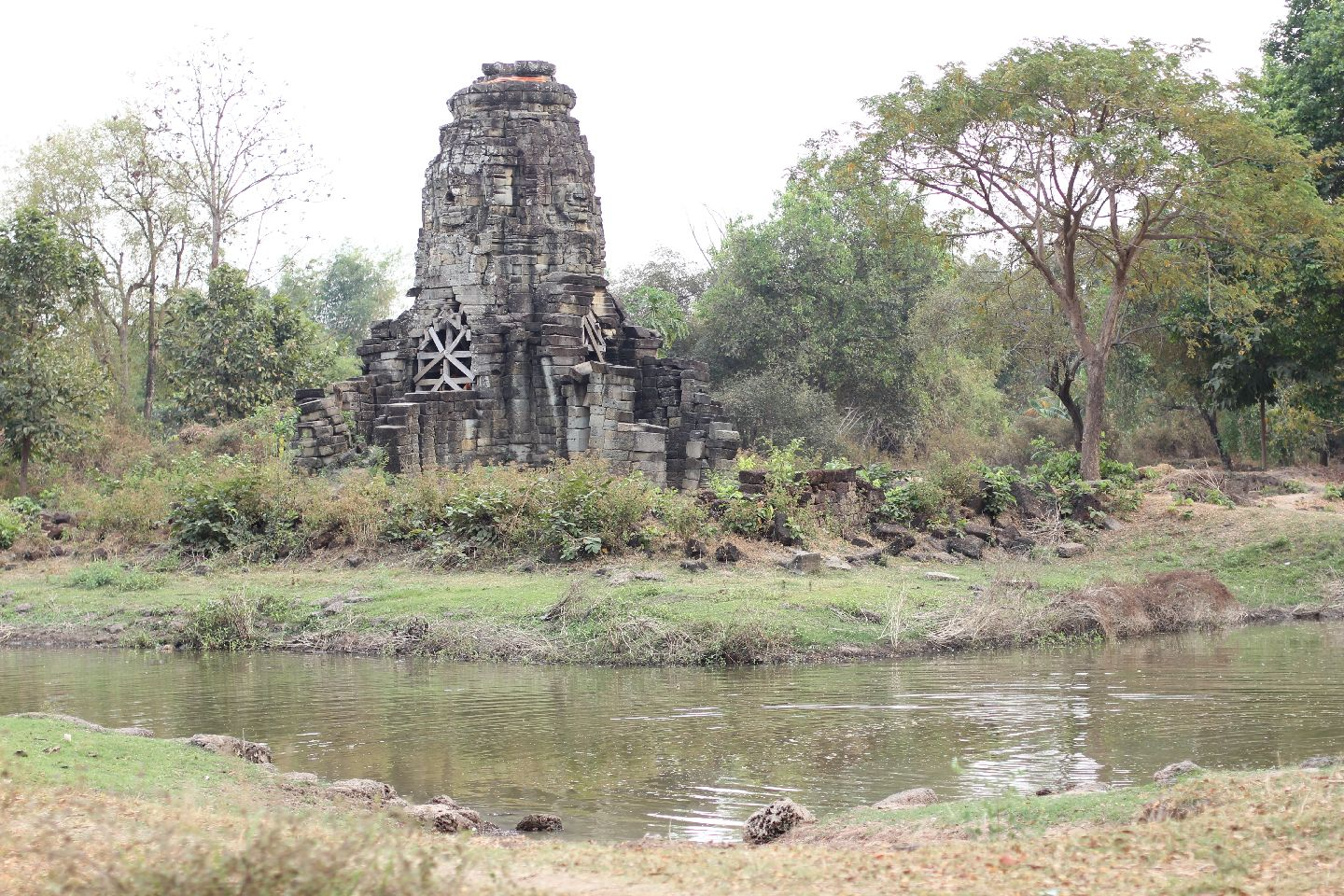
Satellitentempel Ta Prohm

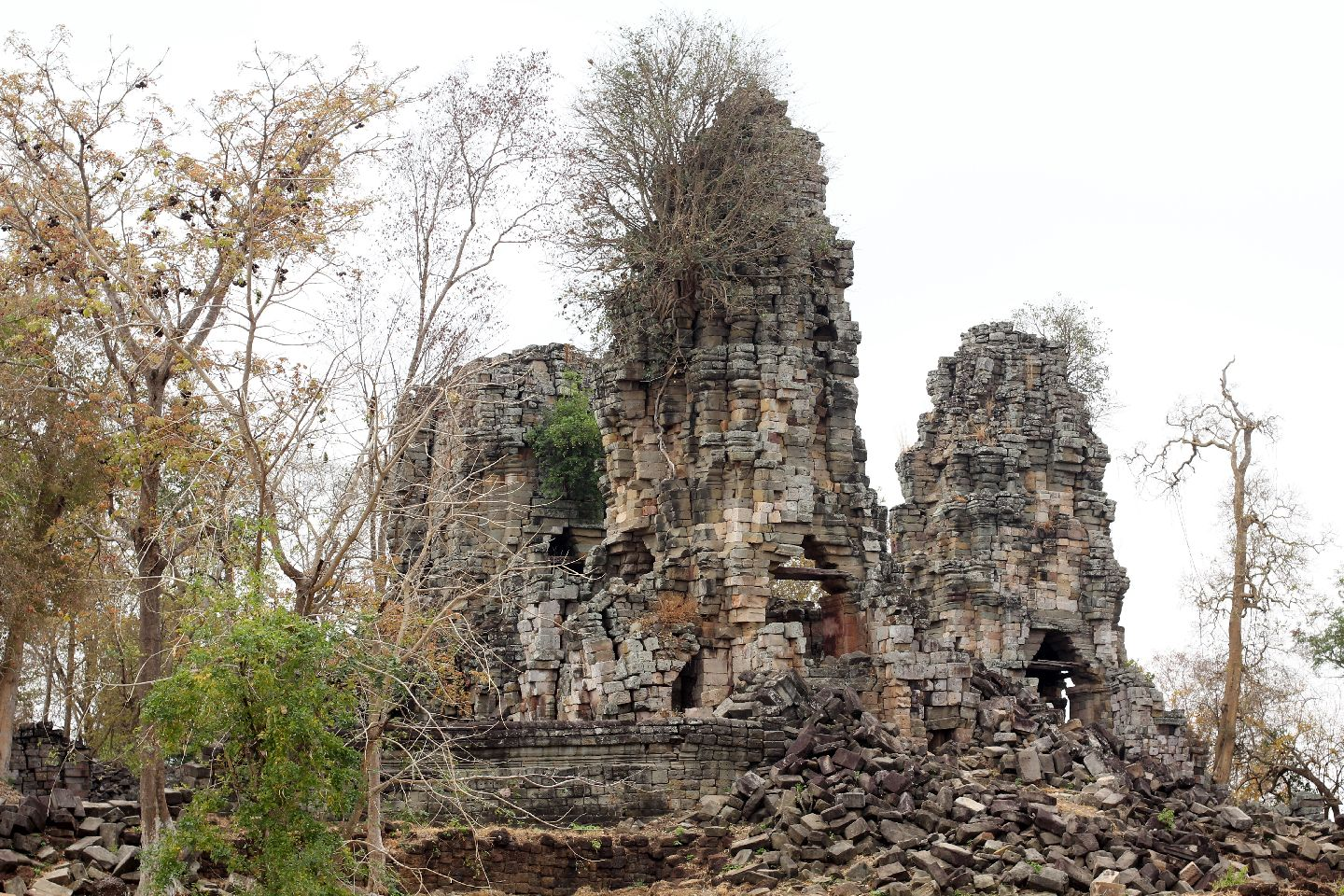
Prasat Banteay Torp

Die Franzosen Étienne Aymonier und Lunet de Lajonquière besuchten Banteay Chhmar in der zweiten Hälfte des 19. Jahrhunderts. Jeder von ihnen publizierte um die Jahrhundertwende einen Artikel zu dieser Tempelstätte. Beide vermerkten, dass der Tempel-Komplex von Banteay Chhmar am stärksten zerfallen und am chaotischsten von allen Khmer-Tempeln sei.
Als George Groslier (ein Franzose, der in Kambodscha geboren wurde) in der ersten Hälfte des 20. Jahrhunderts in Banteay Chhmar vier Surveys durchführte (1914, 1924, 1934 und 1935), war der Zerfall der Anlage weiter fortgeschritten und er war froh, dass er sich auf die Beschreibungen von Aymonier und Lajonquière stützen konnte. Aufgrund seiner Recherchen vermutete Groslier, dass es in Banteay Chhmar insgesamt 55 Türme gab, die Hälfte davon Gesichter-Türme. Er schätzte die Bauzeit der Tempelanlage auf 34 Jahre. In Anbetracht der Größe der Anlage traute er jedoch seinen Berechnungen nicht und postulierte eine Bauzeit von 50 bis 60 Jahren. Groslier machte die erste architektonische Untersuchung der Anlage und zeichnete den ersten genauen Plan.
Seit Beginn des 21. Jahrhunderts engagieren sich diverse Universitäten und Institutionen in Banteay Chhmar. Olivier Cunin, ein französischer Architekt, erforschte während 10 Jahren die Tempel der Bayon-Periode in Kambodscha und Thailand und machte in Banteay Chhmar umfassende Untersuchungen. Er konnte u. a. belegen, dass es in Banteay Chhmar verschiedene Bauphasen (Änderungen und Erweiterungen) und nach der Fertigstellung der Anlage zumindest 50 Gesichter-Türme gab. Cunin errechnete für die gesamte Bauzeit 30 bis 35 Jahre. Ihm und seinem Team gelang es, ein präzises, dreidimensionales Modell der Tempel-Anlage zu erstellen.
Der historische Name der Tempel-Stadt ist nicht bekannt. Aymonier schrieb 1901, dass der Name Banteay Chhmar „Kleine Zitadelle“ oder „Zitadelle der Katzen“ bedeute (in der Sprache der Khmer tönen die Begriffe für „Katze“ und „klein“ sehr ähnlich). Lajonquière listete 1911 in seinem Inventar der Khmer-Monumente in Kambodscha und Thailand die Tempelstätte Banteay Chhmar unter der Inventar-Nr. IK.816 auf und nannte sie „Zitadelle der Katzen“. Möglicherweise war die Bezeichnung „Kleine Zitadelle“ im Gegensatz zur „Großen Stadt“ Angkor Thom gemeint (die Fläche der Tempelanlage von Banteay Chhmar nimmt etwa 40 % der Fläche von Angkor Thom ein).

## Baugeschichte
Banteay Chhmar war bereits ein religiöses Zentrum, bevor Jayavarman VII. 1181 an die Macht kam. Wahrscheinlich errichtete schon Jayavarman II. (790 – 835) ein Heiligtum an der Stelle des heutigen Haupttempels von Banteay Chhmar. Dieses wurde später von Suryavarman II. (1113–ca. 1150) renoviert. Nach seiner Thronbesteigung startete Jayavarman VII. ein umfangreiches Bauprogramm, zu dem neben Angkor Thom mit dem Staatstempel Bayon auch die großen buddhistischen Klosterstädte Ta Prohm, Preah Khan (Angkor), Banteay Kdei und Banteay Chhmar sowie zahlreiche kleinere Heiligtümer gehörten. Auch in der Tempel-Stadt Preah Kahn of Kampong Svay realisierte er bedeutende Bauwerke.
Als erstes Monument von Banteay Chhmar ließ Jayavarman VII. das Zentrale Heiligtum errichten, das aus drei miteinander verbundenen Türmen und einer Umfassungsmauer (1. Mauer) bestand. Später wurde an der Ost- und an der Westseite der 1. Mauer je ein weiterer Tempel angefügt sowie die 2. Umfassungsmauer gebaut. Im Laufe der Jahre erfolgte die Transformation zu einer komplexen und bedeutenden Tempel-Stadt. Östlich des Zentralen Heiligtums wurden zwei Bibliotheken gebaut; die 1. Umfassungsmauer wurde mit vier Ecktürmen versehen. Die Halle der Tänzerinnen, die drei Schreine sowie umfangreiche Änderungen und Erweiterungen folgten. Eine Sanskrit-Inschrift, die am Türpfosten des zuletzt gebauten Gebäudes 45 gefunden wurde, nennt 1216 als Jahr der Fertigstellung. Im gleichen Jahr wurde gemäß Peter D. Sharrock der Tempel eingeweiht. Das Heiligtum sollte an Kronprinz Indravarman (Sohn von Jayavarman VII.) und vier Offiziere erinnern, die beim Versuch, das Leben des Prinzen zu schützen, umgekommen waren.
Die Ruinen von Banteay Chhmar blieben lange Zeit unrestauriert. Erst 2008 startete der Global Heritage Fund von Kalifornien (GHF) ein umfangreiches Konservations- und Trainings-Projekt.

## Baumaterial
Analysen des verwendeten Sandsteins zeigen, dass nur vier Steinbrüche als Material-Lieferanten für die Monumente von Banteay Chhmar in Frage kommen. Die Sandstein-Blöcke wurden höchstwahrscheinlich 20 km nordwestlich der Tempel-Anlage am Fuße der Dangrek-Berge gebrochen. Die andern drei Steinbrüche liegen mit 80 km, 160 km sowie 220 km Distanz recht weit vom Tempel-Komplex entfernt. Laterit wurde häufig (sowohl für Mauern als auch für Gebäude) verwendet; er kommt in der Region von Banteay Chhmar an vielen Orten im Boden vor. An mehreren Stellen der Tempel-Anlage wurden Löcher zum Fixieren von hölzernen Tragbalken im Stein entdeckt.
2011 wurde bei Restaurierungs-Arbeiten neben einem Gesichter-Turm in 1,5 Meter Tiefe eine Turmspitze aus vergoldeter Bronze ausgegraben. Es ist das erste Artefakt dieser Art, das in Banteay Chhmar gefunden wurde.
Das Ausmaß der Zerstörung in Banteay Chhmar ist größer als in vergleichbaren Tempelstätten. Der Bau der Anlage erfolgte höchstwahrscheinlich unter großem Zeitdruck. Die Auswahl der Steine geschah nicht immer mit der nötigen Sorgfalt, was die unterschiedlichen Farben in manchem Mauerpartien belegen. Der Sandstein hatte häufig nicht die beste Qualität, die Bearbeitung der Blöcke war oft zu wenig genau.

## Religion
Staatsreligion im Khmer-Reich war vor Jayavarman VII. der Hinduismus (Shivaismus). Jayavarman VII. war Anhänger des Mahayana-Buddhismus, war aber anderen Glaubensrichtungen gegenüber tolerant. Unter seinen Nachfolgern kehrte kurzzeitig der Shivaismus zurück; anschließend wurde der Theravada-Buddhismus Staatsreligion.
Bereits vor Jayavarman VII. gab es in Banteay Chhmar einen hinduistischen Tempel. Jayavarman VII. ließ an dieser Stelle ein umfriedetes Heiligtum mit drei Türmen errichten, das er im Laufe von ca. 30 Jahren zu einer buddhistischen Kloster-Stadt erweitern ließ, in der mehrere tausend Mönche lebten. Hinduistisch sind im Haupttempel-Komplex von Jayavarman VII. die drei Schreine, die Shiva, Vishnu und Brahma geweiht sind.
Unter den Nachfolgern von Jayavarman VII. wurden infolge der Änderung der Staatsreligion an allen Tempeln der Bayon-Periode ikonographische Änderungen vorgenommen, nicht jedoch in Banteay Chhmar.

## Stil
Banteay Chhmar ist im Bayon-Stil (1181–1243) gebaut, der auf den Angkor Wat-Stil (1080–1175) folgte. Die Architektur der Anlage weist große Ähnlichkeiten mit den anderen buddhistischen Kloster-Anlagen von Jayavarman VII. auf (Ta Prohm, Preah Khan, Banteay Kdei und Preah Khan of Kampong Svay). Die Tempel sind weitläufig und besitzen komplexe Grundrisse. Gesichter-Türme prägen die Eingangstore und überragen die Heiligtümer. Ausgedehnte Flachreliefs erzählen vom alltäglichen Leben und von Schlachten. Naga-Balustraden mit Reihen von Göttern und Dämonen flankieren die Brücken und Dämme, die über die Wassergräben führen.

## Tempel-Stadt
Die gesamte Tempelstadt (Baray, Wassergräben, Wälle und Mauern, Satelliten-Tempel etc.) sind Ost/West-orientiert. Wie bereits Aymonier, Lajonquière und Groslier feststellten, ist das Tempelareal ein einziges Ruinenfeld. Seit der Fertigstellung im Jahr 1216 fanden wahrscheinlich keine Restaurierungs-Arbeiten statt und das Tempel-Gelände blieb fast 800 Jahre lang den wuchernden Pflanzen, Wind und Wetter und Plünderern überlassen. Heute liegen ca. 80 % der Mauern und Gebäude in Trümmern. Die Orientierung ist nicht einfach (es wird empfohlen, für die Besichtigung einen Führer zu engagieren).

### Baray
Der Baray (Wasserreservoir) ist 1,7 km lang und 800 m breit. Der ca. 3 m hohe Damm ist auf allen vier Seiten mit Laterit-Stufen verkleidet. An der Westseite des Baray gibt es eine Landestelle für Boote. Auf der künstlichen Insel im Baray befinden sich die Trümmer des Insel-Tempels (Mebon), der einen Gesichter-Turm besaß. Zum Heiligtum gehört nicht nur der übliche Wassergraben; zusätzlich gibt es je ein rundes Wasserbecken auf der Ost- und auf der Westseite sowie je einen wellenförmigen Wassergraben auf der Nord- und auf der Südseite. Heute steht im Baray auch während der Trockenzeit teilweise Wasser. Das Wasser-Reservoir war Teil einer hydraulischen Stadt, zu der ein komplexes Kanalsystem gehörte.

### Äußere Umfriedung
Banteay Chhmar war eine große Stadt mit einer Fläche von 2,2 km mal 1,7 km, in deren Zentrum der Haupttempel stand. Die Stadt war von einem ca. 3 m hohen Erdwall und von einem Wassergraben umgeben. Von der äußeren Umfriedung (Erdwall und Wassergraben) sind nur noch geringe Spuren erhalten.

### Innere Umfriedung
Der innere Wassergraben misst 770 m mal 690 m und ist 63 m breit. Auf der Ost- und auf der Westseite führte ein Damm, auf der Süd- und auf der Nordseite eine Brücke mit Naga-Balustraden über den Graben. Die Nagas wurden von Göttern auf der einen Seite und von Riesen auf der andern Seite getragen (wie in Angkor Thom und Preah Khan). Die Naga-Balustraden der südlichen Brücke wurden ausgegraben und teilweise rekonstruiert.

### Haupttempel
Der Haupttempel ist ein buddhistischer Komplex (Mahayana-Buddhismus), zu dem auch drei hinduistische Schreine gehören, die Shiva, Vishnu und Brahma geweiht sind. Wie jedes andere Monument der Bayon-Periode, ist Banteay Chhmar das Resultat verschiedener Bauphasen. Der Grundriss der Tempel-Anlage von Banteay Chhmar ist dem Grundriss von Preah Khan in Angkor sehr ähnlich. Der Haupttempel-Komplex besitzt drei Umfassungsmauern.
Die 1. (innere) Mauer misst ca. 45 m mal 40 m. Sie wurde in der ersten Bauphase um das Zentrale Heiligtum (A) errichtet, das anfänglich nur aus drei aneinander gebauten Türmen bestand. Später wurde an der West- und an der Ostseite der 1. Mauer je ein weiteres Heiligtum (B und C) angefügt.
Die 2. Umfassungsmauer umschließt die Reihe der drei zusammengebauten Heiligtümer (A, B und C). Sie misst 130 m mal 120 m. Die drei Tempel nehmen ca. einen Drittel der Fläche ein, die innerhalb der 2. Mauer liegt. Die Nord- und die Südseite der 2. Mauer wird je von einem Schrein durchstoßen, wobei der nördliche Shiva und der südliche Brahma geweiht ist (im Tempel Preah Khan in Angkor durchstoßen die entsprechenden Schreine die Mauer nicht). Direkt an den Osteingang der 2. Mauer schließt sich die sogenannte Halle der Tänzerinnen an. Auf der Westseite der 2. Mauer steht (in einigem Abstand) auf einem Podest ein weiterer Schrein, der Vishnu geweiht ist. Er besteht aus einer kleinen Stufenpyramide, die von einer Mauer umgeben ist.
Die 3. Umfassungsmauer misst 250 m mal 200 m. Auf ihrer Außenseite befinden sich die Galerien mit den Reliefs. Auf allen vier Seiten der 3. Umfassungsmauer stand ein Tor mit drei Eingängen. Der Hauptzugang lag auf der Ostseite.
Insgesamt 6 Wasserbecken gibt es auf dem Tempel-Areal: Zwischen dem 3. und dem 2. Mauerring befinden sich vier Wasserbecken, 2 liegen in der Nordost- und in der Südostecke und zwei befinden sich nördlich und südlich des Vishnu-Schreins. Innerhalb der 2. Mauer liegt je ein kleines Wasserbecken in der Nordost- und in der Südostecke.

### Reliefs
Die Reliefs von Banteay Chhmar befinden sich an der Außenseite der 3. Umfassungsmauer. Die reliefierte Fläche ist mit insgesamt 538 Metern um 223 Meter länger als die äußere Galerie des Bayon (am Bayon misst die äußere Galerie 315 Meter). In Banteay Chhmar gibt es ein oder zwei Register (ein Bildstreifen oder zwei übereinander liegende Bildstreifen), von denen der obere nicht immer fertig gestellt wurde (Im Bayon gibt es drei Register).
In Banteay Chhmar wurden wie am Bayon religiöse und historische Szenen sowie Alltags-Situationen dargestellt. An mehreren Stellen gibt es Reliefs, die praktisch identisch sind mit Bildern am Bayon. Historische Szenen nehmen einen breiten Raum ein. Auf der südlichen Wand ist die Schlacht zwischen den Khmer und den Cham zu sehen (Überfall der Cham auf Angkor). Auf der südöstlichen Wand sind Schlacht-Szenen auf dem Tonle Sap-See dargestellt.
Einmalig sind die Darstellungen des vielarmigen Lokeshvara (Avalokiteshvara) mit einem einzigen Kopf und bis zu 32 Armen. Ursprünglich schmückten acht Darstellungen von Lokeshvara die südwestliche Wand. Vier von diesen wurden Ende 1998 geraubt (insgesamt wurde ein Mauerstück von 11 Metern Länge abgebaut). Die Blöcke von zwei Reliefs entdeckte die kambodschanische Polizei 1999 in einem Lastwagen in der Nähe der thailändischen Grenze. Diese befinden sich nun im National Museum in Phnom Penh. Die Situation präsentiert sich heute wie folgt: Zwei vielarmige Lokeshvaras (einer mit 32, der andere mit 22 Armen) befinden sich am Originalort, zwei im National Museum in Phnom Penh, zwei werden weiterhin vermisst und zwei liegen an Ort und Stelle in Trümmern.
An den Monumenten von Banteay Chhmar gibt es zahlreiche Apsaras; doch ausnahmslos alle wurden ihres Kopfes beraubt. Erhalten sind u. a. Garudas mit erhobenen Armen.

### Gesichter-Türme
Gesichter-Türme sind eine Innovation des Bayon-Stils. Sie treten erst in der zweiten Bayon-Periode auf und zwar an drei Orten: in Angkor, in der Tempel-Stadt Preah Khan of Kampong Svay (Provinz Preah Vihear) und in Banteay Chhmar.
In Banteay Chhmar gab es Türme mit Gesichtern und ohne solche. Das Zentrale Heiligtum hatte anfänglich keine Gesichter-Türme. In einer späteren Bauphase wurden zwei Gesichter-Türme auf der Ostseite des Zentralen Hofs errichtet; weitere folgten an anderen Stellen des Haupttempels. Cunin bestimmte die Anzahl der Gesichter-Türme anhand der vorgefundenen Bruchstücke von Augen, Mund und Ohren und berechnete, dass es in der letzten Bauphase zumindest 50 Gesichter-Türme gab. Gesichter-Türme krönten in Banteay Chhmar u. a. die Eingangstore der 3. Umfassungsmauer, die beiden Tempel östlich und westlich des Zentralen Heiligtums sowie den nördlichen und den südlichen Schrein. Der Mebon (Insel-Tempel) besaß einen Gesichter-Turm und von den acht Satelliten-Tempeln hatten sieben einen Gesichter-Turm (Ausnahme: der Satelliten-Tempel, der südöstlich des inneren Wassergrabens steht).
In Banteay Chhmar kann man drei Typen von Gesichtern unterscheiden; am Bayon-Tempel gibt es nur einen Typus. Die vier Gesichter eines Turms blicken jeweils in die Haupt-Himmelsrichtungen. Sie repräsentieren Jayavarman VII. als Bodhisattva, den Erleuchteten.

### Dharamsala
Innerhalb des inneren Wassergrabens und nordöstlich des Tempels steht ein gut erhaltenes Dharamsala. Der Zweck dieses Monuments (Feuer-Heiligtum oder Pilgerhaus) ist nicht geklärt.

### Satelliten-Tempel
Den Mebon (Insel-Tempel) nicht mitgezählt, umgeben 8 Satelliten-Tempel die Haupttempel-Anlage. Sechs von ihnen stehen paarweise auf den Hauptachsen des Tempels (je zwei auf der Nord-, West- und Südachse). Eine Ausnahme bilden die beiden Satelliten-Tempel auf der Ostseite des Haupttempels. Einer liegt auf der Hauptachse, der andere befindet sich etwa 200 m von der Südostecke des inneren Wassergrabens entfernt. Zwei der acht Satelliten-Tempel stehen außerhalb der äußeren Einfriedung. Die Satelliten-Tempel besitzen folgende Namen:
Im Osten: Ta In und Yeay Chou (im Südosten)
Im Süden: Ta Phlang und Ta Prohm
Im Westen: Ta Naem und Samnang Ta Sok
Im Norden: Yeay Kom und Ta Phai
Mebon (s. oben)
Von den acht Satelliten-Tempeln hatte nur jener im Südosten keinen Gesichter-Turm. Alle acht Satelliten-Heiligtümer waren von einer Umfassungsmauer von durchschnittlich 25 Meter mal 38 Meter und zumindest einem Wassergraben umgeben. Als einziger der Satelliten-Tempel ist der Ta Prohm relativ gut erhalten. Er liegt inmitten der Reisfelder und ist gut zugänglich. Der Turm ist weitgehend intakt, die Umfassungsmauer teilweise eingestürzt, der Graben ist mit Wasser gefüllt. Der Prasat Ta Naem (IV) ist das einzige stehende Beispiel mit einem Gesichter-Turm des 2. Typs. Die anderen Satelliten-Tempel liegen in Trümmern und sind zum Teil unter dichtem Gehölz versteckt.

### Bedeutung der Anlage
Banteay Chhmar gehört zu den vier größten, umfriedeten Tempel-Städten des Khmer-Reichs (zusammen mit Preah Khan of Kampong Svay, Angkor Thom und Angkor Wat). Die Architektur des buddhistischen Flachtempels weist große Ähnlichkeiten auf mit den Tempel-Anlagen Ta Prohm, Preah Khan (Angkor) und Banteay Kdei. Im Gegensatz zu diesen ist Banteay Chhmar der einzige Tempel-Komplex der Bayon-Periode, dessen buddhistische Ikonographie seit dem 12. Jahrhundert nicht verändert wurde. Nur in Banteay Chhmar gibt es drei Typen von Gesichter-Türmen und nur hier gab es ursprünglich acht Darstellungen (Reliefs) des vielarmigen Lokeshvara. Banteay Chhmar ist ein einmaliges, historisches Dokument.

## Prasat Banteay Torp
Der Prasat Banteay Torp, der rund 15 km südlich von Banteay Chhmar entfernt auf einem kleinen Hügel steht, wurde im Auftrag von Jayavarman VII. erbaut, wahrscheinlich zur gleichen Zeit wie Banteay Chhmar. Der Name bedeutet Zitadelle der Armee. Das Monument ist von zwei niedrigen Mauern und einem Wassergraben umgeben. Vier Türme waren ursprünglich um einen größeren Zentralturm angeordnet (Quincunx) und mit diesem und untereinander verbunden. Heute ragen nur noch die Ruinen von drei Türmen in die Höhe. Ganze Seitenwände fehlen; in großer Höhe wachsen Bäume aus den Überresten. In einigen Torbogen der Türme sind noch 800 Jahre alte Original-Balken aus Holz erhalten. Sie weisen Ornamente mit eingekerbten Kreisen auf.

## Film
- Der vergessene Tempel von Banteay Chhmar. Wolfgang Luck, SWR, Deutschland, Dokumentarfilm. Regie 2020.